# Агерре, Вальтер
Ва́льтер Аге́рре (исп. Wálter Aguerre; род. 13 марта 1941 или 4 декабря 1935) — уругвайский футболист, выступавший на позиции полузащитника. Всю свою игровую карьеру в 1956—1968 годах провёл в составе «Пеньяроля». Многократный чемпион Уругвая, обладатель Кубка Либертадорес и Межконтинентального кубка.

## Биография
Вальтер Агерре родился в Уругвае 4 декабря 1935 года, по другим данным — 13 марта 1941 года. Является воспитанником «Пеньяроля». За основной состав «ауринегрос» выступал с 1956 по 1968 год. За это время Агерре шесть раз выигрывал чемпионат Уругвая, в том числе он был частью легендарного состава, выигравшего пять подряд титулов с 1958 по 1962 год.
Также Агерре был твёрдым игроком основы в двух первых розыгрышах Кубка Либертадорес — 1960 и 1961 годов. Он провёл без замен все 13 матчей в этих турнирах, которые выиграл уругвайский клуб. Также принял участие в двух розыгрышах Межконтинентального кубка. В первом «Пеньяроль» уступил мадридскому «Реалу», а в 1961 году Агерре помог «карбонерос» обыграть «Бенфику» и стать первым южноамериканским обладателем трофея.
В 1964—1966 годах Агерре не был в составе «Пеньяроля», вернулся в команду в 1967 году, выиграв свой шестой титул чемпиона Уругвая.

## Титулы и достижения
- Чемпион Уругвая (6): 1958, 1959, 1960, 1961, 1962, 1967
- Обладатель Кубка Либертадорес (2): 1960, 1961
- Финалист Кубка Либертадорес: 1962
- Обладатель Межконтинентального кубка: 1961